# Pancawarna
Pancawarna는 말레이시아의 팝 가수 시티 누르할리자의 다섯 번째 정규 앨범이자, 네 번째 팝 앨범이다. 말레이시아 내에서 총 10만 장의 판매량을 기록했다.

## 앨범 개요
싱글로 발매된 <Nian Di Hati>, <Engkau Bagaikan Permata>, <Kau Kekasihku>가 재수록되었다.
최고의 히트를 친 곡은 7번 트랙 <Kau Kekasihku>이며, 아자이가 작곡하고 알람 마야가 작사했다. 참고로 이 노래는 아자이가 시티에게 처음으로 작곡한 노래라고 한다. 10번 트랙 <Lembaran Cinta Pudar>의 경우, 처음과 끝에 나레이션을 삽입했다. 5번 트랙 <Lelaki (Warkah Seorang Anak)>는 당시 말레이시아의 총리 마하티르 빈 모하마드에게 바치는 노래로, 합사 하산이 작사하고 시소 코프라테사가 작곡했다.

## 수록곡
- <Nian di Hati>
- <Seribu Kemanisan>
- <Engkau Bagaikan Permata>
- <Salju Kasih-NYA>
- <Lelaki (Warkah Seorang Anak)>
- <Kedamaian>
- <Kau Kekasihku>
- <Kurniaan dalam Samaran>
- <Langkah di Persada>
- <Lembaran Cinta Pudar>

## 특징
- 1번 트랙 <Nian Di Hati>, <Engkau Bagaikan Permata>, <Kau Kekasihku>는 싱글로 발매되었다.
- 5번 트랙 <Lelaki (Warkah Seorang Anak)>는 마하티르 빈 모하마드 전 총리에게 바치는 노래로, 그의 업적을 기리는 노래이다. 그러나 최근에는 PAS의 전 정신적 지도자 및 전 클란탄 주수상 故 닉 아지즈 닉 맛을 기리는 데 사용되기도 한다.
- 10번 트랙 <Lembaran Cinta Pudar>는 짧은 모놀로그를 삽입한 노래이다.